# Lyrognathus crotalus
Lyrognathus crotalus är en spindelart som beskrevs av Pocock 1895. Lyrognathus crotalus ingår i släktet Lyrognathus och familjen fågelspindlar. Inga underarter finns listade i Catalogue of Life.